# Сейон-Сурс-д’Аржан
Сейо́н-Сурс-д’Аржа́н (фр. Seillons-Source-d'Argens) — коммуна на юго-востоке Франции в регионе Прованс — Альпы — Лазурный берег, департамент Вар, округ Бриньоль, кантон Сен-Максимен-ла-Сент-Бом.
Площадь коммуны — 25,11 км², население — 2011 человек (2006) с выраженной тенденцией к росту: 2266 человек (2012), плотность населения — 90,0 чел/км².

## Население
Население коммуны в 2011 году составляло — 2219 человек, а в 2012 году — 2266 человек.
| 1962 | 1968 | 1975 | 1982 | 1990 | 1999 | 2006 | 2007 | 2011 | 2012 |
| ---- | ---- | ---- | ---- | ---- | ---- | ---- | ---- | ---- | ---- |
| 292  | 295  | 309  | 397  | 844  | 1610 | 2011 | 2068 | 2219 | 2266 |

Динамика населения:

## Экономика
В 2010 году из 1364 человек трудоспособного возраста (от 15 до 64 лет) 996 были экономически активными, 368 — неактивными (показатель активности — 73,0 %, в 1999 году — 67,9 %). Из 996 активных трудоспособных жителей работали 873 человека (468 мужчин и 405 женщин), 123 числились безработными (52 мужчины и 71 женщина). Среди 368 трудоспособных неактивных граждан 128 были учениками либо студентами, 127 — пенсионерами, а ещё 113 — были неактивны в силу других причин.
На протяжении 2010 года в коммуне числилось 763 облагаемых налогом домохозяйства, в которых проживало 2154,5 человека. При этом медиана доходов составила 16 680 евро на одного налогоплательщика.